# Phaeoxyphiella
Phaeoxyphiella är ett släkte av svampar. Phaeoxyphiella ingår i familjen Capnodiaceae, ordningen Capnodiales, klassen Dothideomycetes, divisionen sporsäcksvampar och riket svampar.
|                | Capnodium                                   |
|                |                                             |
|                | Polychaeton                                 |
|                |                                             |
|                | Polychaetella                               |
|                |                                             |
|                | Tripospermum                                |
|                |                                             |
|                | Trichomerium                                |
|                |                                             |
|                | Scolecoxyphium                              |
|                |                                             |
| Phaeoxyphiella | \| \| Phaeoxyphiella morototoni \| \| \| \| |
|                | \| \| Phaeoxyphiella morototoni \| \| \| \| |
|                | Ciferrioxyphium                             |
|                |                                             |
|                | Ceramoclasteropsis                          |
|                |                                             |
|                | Callebaea                                   |
|                |                                             |
|                | Anopeltis                                   |
|                |                                             |
|                | Acanthorus                                  |
|                |                                             |
|                | Scoriadopsis                                |
|                |                                             |
|                | Apiosporium                                 |
|                |                                             |
|                | Capnophaeum                                 |
|                |                                             |
|                | Fumagospora                                 |
|                |                                             |
|                | Echinothecium                               |
|                |                                             |
|                | Leptoxyphium                                |
|                |                                             |
|                | Aithaloderma                                |
|                |                                             |
|                | Phragmocapnias                              |
|                |                                             |
|                | Scorias                                     |
|                |                                             |
|                | Hyaloscolecostroma                          |
|                |                                             |
|                | Limaciniaseta                               |
|                |                                             |
|                | Plurispermiopsis                            |
|                |                                             |
|                | Fumiglobus                                  |
|                |                                             |
|                | Phaeoxyphiella morototoni                   |
|                |                                             |

|  | Phaeoxyphiella morototoni |
|  |                           |